# Pont de l'Øresund
El pont de l'Oresund (en danès: Øresundsbroen, en suec: Öresundsbron, amb el nom híbrid dano-suec: Øresundsbron) és un pont internacional d'acer i formigó armat que connecta les dues zones metropolitanes de la Regió d'Oresund: la capital danesa, Copenhaguen, i la ciutat sueca de Malmö. Compta amb dues línies de tren al nivell inferior dins la caixa estructural, i sis carrils de carretera al nivell superior, essent el pont combinat tren-carretera més llarg d'Europa.   Un cable de dades també el converteix en la columna vertebral de la transmissió de dades per Internet entre l'Europa central i Suècia. La ruta internacional europea E20 passa per aquest pont. El transport ferroviari el fan conjuntament l'empresa sueca Statens Järnvägar (SJ) i la companyia danesa Danske Statsbaner (DSB).
El tram final va ser acabat el 14 d'agost de 1999. El príncep hereu Frederic de Dinamarca i la princesa hereva Victòria de Suècia es van reunir al centre del pont per a celebrar la seva finalització. La inauguració oficial va fer-se l'1 de juliol de 2000, amb la presència de la Reina Margarida II de Dinamarca i el Rei Carles XVI Gustau de Suècia. Abans de la inauguració, 79.871 corredors competiren en una mitja marató (Broloppet, la 'Cursa del Pont') entre Amager (Dinamarca) i Escània (Suècia) el 12 de juny de 2000.
El pilar més alt fa 204 m. L'amplada màxima és de 23,5 m. La longitud total del pont és de 7.845 m, que correspon aproximadament a la meitat de la distància entre les costes de Suècia i Dinamarca, i pesa 82.000 tones. La resta de la distància, 4.055 m, es cobreix mitjançant l'illa artificial de Peberholm (que significa “illot del pebre”, en contraposició a l'illot natural Saltholm, “illot de la sal") i a continuació un túnel de 3.510 m al costat danès. El pont té una alçada lliure de 57 metres. Malgrat tot, la major part dels vaixells que circulen per l'Oresund ho fan per l'estret de Drogden (on es troba el túnel).
El pont de l'Øresund ha modificat el mapa d'Europa, donat que els 16 km que separaven Dinamarca de Suècia dividien en dos la Unió Europea, i Suècia i Finlàndia quedaven incomunicades per tren i carretera amb la resta de la Unió. L'impacte del pont, doncs, ha estat tan important com el que ha tingut l'Eurotúnel entre França i Anglaterra. El servei de ferris Malmö-Copenhaguen va acabar desapareixent i el d'Elsinor-Helsingborg va reduir la freqüència, mentre que al canal de la Mànega el segueixen travessant moltes línies de ferris, ja que generalment surt més econòmic el ferri que l'Eurotúnel.
El 2012, passar el pont amb automòbil costava 43 euros, amb descomptes de fins al 75% pels usuaris habituals. El 2007, gairebé 25 milions de persones l'utilitzaren: 15,2 milions en automòbil particular i autobús i 9,6 milions en tren. Cap a 2009, ja van ser 35,6 milions en total.
En un article de Miranda Bryant a The Guardian del 28 de juny de 2025 s’afirmava amb dades que el pont ha contribuït molt al desenvolupament recent de Copenhaguen, però no tant al de Malmö. De fet, la majoria de viatges es fan en la direcció Suècia-Dinamarca, on treballen i paguen impostos molts dels que es traslladen pel pont: “De les 21.585 persones que van anar a treballar regularment pel pont durant l'últim trimestre de l'any passat, el 96% eren persones que viuen a Suècia, segons l'Institut Øresund, un centre de coneixement suec-danès independent. El Gran Copenhaguen, dirigit per representants de cadascuna de les regions sueques i daneses incloses, pretén augmentar el total a 30.000 per al 2030.”
Els preus a juny 2025 eren de  510 DKK (68 EUR) pel peatge del cotxe i 160 SEK (14 EUR) per un bitllet senzill de tren de Malmö a Copenhaguen.

## Història
La construcció d'aquesta obra es va iniciar el 1995 i el projecte va ser gestionat per una aliança internacional entre les empreses constructores: Skanska de Suècia, Hochtief d'Alemanya i les daneses Højgaard & Schultz i Monberg & Thorsen. El tram final va ser completat el 14 d'agost de 1999. Els prínceps hereus Frederic de Dinamarca (actual rei danès) i la seva contrapart sueca Victòria de Suècia es van reunir al centre del pont per celebrar la seva finalització. La inauguració oficial va ser l'1 de juliol de 2000, amb la presència de la reina Margarida II de Dinamarca i el rei Carles XVI Gustau de Suècia. El pont va ser obert al trànsit aquell mateix dia. Abans de la inauguració, 79.871 corredors van competir en una marató de mitja distància (Broloppet, la Carrera del Pont) entre Amager (Dinamarca) i Escània (Suècia) el 12 de juny de 2000.

## Característiques

### Pont
El pont posseeix una de les majors obertures centrals dels ponts atirantats del món, amb 490 m. El pilar més alt fa 204 m. La longitud total del pont és de 7.845 m, que corresponen aproximadament a la meitat de la distància entre les costes de Suècia i Dinamarca, i el seu pes és de 82.000 t. El pont té una alçada lliure de 57 metres.
Els 49 taulers que constitueixen la totalitat de les obertures d'aproximació al pont atirantat van ser construïts a Puerto Real, Cadis (Espanya), per l'empresa espanyola Dragados Offshore, que també es va encarregar de transportar-los per via marítima fins al lloc indicat i, un cop allà, enfonsar-los. Es va construir en forma de túnel, illa i pont, ja que tot el tram de 16 km de túnel hauria resultat massa car. I no es van construir 16 km de pont perquè s'havia d'assegurar l'aeronavegabilitat de la zona, ja que l'aeroport de Kastrup (Aeroport Internacional de Copenhaguen) està situat al costat de l'entrada actual del túnel. Les torres del pont van ser col·locades per la grua flotant més gran del món i estan dissenyades perquè el pont no es destrueixi ni en cas d'una col·lisió aèria contra les torres.

### Túnel
La resta de la distància es cobreix a partir de l'illa artificial de Peberholm (illot del pebre, 4.055 m), anomenat així en contraposició al ja existent Saltholm (illot de la sal), des d'un túnel de 3.510 m al costat danès. Les dues línies de ferrocarril es troben sota les pistes de la carretera. La major part dels vaixells que circulen pel Øresund ho fan per l'estret de Drogden, on es troba el túnel.

## Impacte
El pont de l'Øresund ha canviat el mapa d'Europa, ja que els 16 km que separaven Dinamarca de Suècia dividien també en dos a la Unió Europea, amb Suècia i Finlàndia incomunicades per tren i carretera amb la resta de la UE. Des d'aquest punt de vista, el seu impacte en la connexió dels dos països és molt superior a l'aconseguit per l'Eurotúnel entre França i Regne Unit. Prova d'això és que el servei de ferris Malmö-Copenhaguen va acabar per desaparèixer i el d'Helsingør-Helsingborg va veure reduïdes les seves freqüències, mentre que al canal de la Mànega segueixen circulant moltes línies de ferris, ja que generalment és més econòmic el ferri que l'Eurotúnel.

## Ferrocarril
El transport públic ferroviari està operat conjuntament per la companyia sueca Statens Järnvägar i la danesa Danske Statsbaner. Es va desenvolupar una sèrie de nous trens de doble voltatge per unir Copenhaguen amb ciutats del sud suec com Malmö, Gotemburg i Kalmar. També circulen pel pont els trens X2000 des d'Estocolm. L'Aeroport de Copenhaguen-Kastrup té estació pròpia a l'extrem oest del pont. Els trens creuen l'estret cada 20 minuts durant el dia i cada hora durant la nit. El servei de trens de passatgers està encarregat per Skånetrafiken i l'Autoritat Danesa d'Aviació Civil i Ferrocarrils (Trafikstyrelsen) sota la marca Øresundståg, amb Transdev i DSB sent els operadors actuals.
El tram és de via doble, amb amplada internacional de 1.435 mm, amb la possibilitat de pas de tren d'alta velocitat a més de 200 km/h. Va haver-hi algunes dificultats a causa dels diferents sistemes d'electrificació i senyalització del transport danès i el suec. La solució triada va ser canviar el sistema elèctric suec de 15 kV CA i 16,7 Hz pel danès de 25 kV CA i 50 Hz a Lernacken, Suècia, just abans del pont. La línia empra el sistema estàndard de senyalització suec a tot el pont fins a Peberholm, on canvia al sistema danès.
Un altre problema va ser que el sistema ferroviari de Suècia circula per l'esquerra, mentre que el de Dinamarca ho fa per la dreta. El canvi es fa a l'Estació de Malmö.

## Controls fronterers
Atès que tant Suècia com Dinamarca formen part de la Unió Nòrdica de Passaports des de la dècada de 1950, els controls fronterers entre els dos països han estat abolits durant dècades i els viatgers normalment poden moure's lliurement a través del Pont Øresund. En 2001, ambdós països també es van unir a l'àrea Schengen i, des de llavors, la supressió dels controls fronterers està regulada principalment per la llei de la Unió Europea, més específicament l'acord de Schengen.
No obstant això, el novembre de 2015, durant la crisi migratòria europea, Suècia va introduir controls fronterers temporals a la frontera amb Dinamarca de conformitat amb les disposicions de l'acord de Schengen sobre la reintroducció de controls fronterers interns temporals. Com a tal, els viatgers a Suècia des de Dinamarca (però no els viatgers a Dinamarca des de Suècia) han de mostrar un passaport vàlid o un document nacional d'identitat (ciutadans de l'UE/països de l'EEE) o passaport i visa d'entrada (si cal) per a nacionals d'altres països no pertanyents a la UE/EEE. La mesura va marcar una ruptura amb 60 anys de viatges lliures de controls fronterers entre els països nòrdics. El gener de 2016, aquestes mesures frontereres es van ampliar mitjançant una responsabilitat dels transportistes especial, que obliga els transportistes (com les empreses d'autobusos, trens i transbordadors) a verificar la identitat de tots els passatgers de Dinamarca abans d'abordar un autobús, tren o transbordador a Suècia. Aquests controls es van fer complir amb una multa de 50.000 corones sueques com a càstig per notificar als que no tenien aquests documents d'identitat. Això va conduir a l'aplicació de controls per part de guàrdies de seguretat privada a, per exemple, l'estació de tren a l'aeroport de Kastrup a Dinamarca, una mesura impopular entre els passatgers, a causa dels endarreriments imposats.
El maig del 2017, Suècia va eliminar la responsabilitat dels transportistes, però els controls fronterers ordinaris realitzats per l'autoritat policial sueca van romandre al costat suec del pont Øresund. D'acord amb el Codi de fronteres Schengen, aquests controls fronterers només es permeten per un període de sis mesos alhora i, per tant, s'han de renovar dues vegades l'any.

## Temps
Per carretera, a velocitat normal, el trajecte de Copenhaguen a Malmö dura aproximadament de 15 a 20 minuts. Cal destacar que la velocitat màxima no és fixa, ja que uns panells lluminosos, situats sobre la calçada, indiquen valors diferents segons les condicions del trànsit i de la meteorologia. Aquesta metodologia està sent estudiada per diferents governs per aplicar-la a diferents metròpolis.
D'altra banda, la freqüència dels trens Malmö-Copenhaguen, cada 20 minuts, i el preu menor que el peatge quan viatja una sola persona, fa que els viatgers de negocis es decantin per aquestes llançadores, que travessen l'Øresund en 25 minuts.

## Preus
Al principi el pont no va tenir tant de trànsit com es preveia, principalment a causa del preu que costa creuar-lo. El 2005 i 2006 es va veure un gran increment del volum de trànsit vehicular al trànsit. Aquest fenomen pot ser perquè els danesos compren les seves cases a Suècia, ja que el preu de l'habitatge a Malmö és més baix que a Copenhaguen, i es desplacen a Dinamarca per treballar. El peatge per a un automòbil comú és de 390 corones daneses, 490 corones sueques o 54 euros; però s'apliquen descomptes de fins al 75% per a aquells que travessin el pont habitualment. Cap al 2007, 25 milions de persones van viatjar pel pont: 15,2 milions a automòbil i autobús i 9,6 milions a tren.
| Vehicle              | Corones daneses | Corones sueques | Euros |
| -------------------- | --------------- | --------------- | ----- |
| Motocicleta          | 145 DKK         | 180 SEK         | 20 €  |
| Automòbil            | 390 DKK         | 490 SEK         | 54 €  |
| Automòbil amb remolc | 520 DKK         | 650 SEK         | 70 €  |
| Minibus (6-9 metres) | 520 DKK         | 650 SEK         | 70 €  |
| Autobús, més de 9 m  | 1100 DKK        | 1365 SEK        | 150 € |
| Camió, més de 9 m    | 775 DKK         | 960 SEK         | 140 € |

## Fotografies del pont de l'Øresund

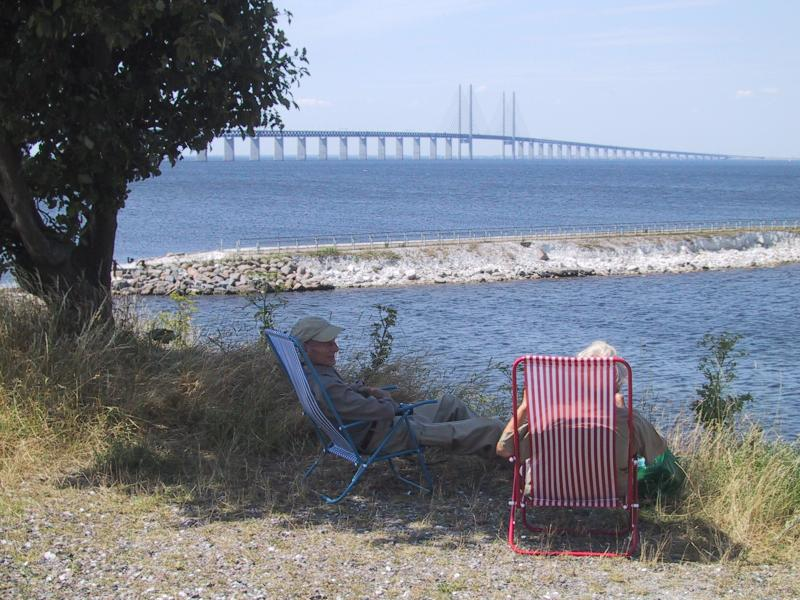
El pont de l'Oresund vist des de Suècia.
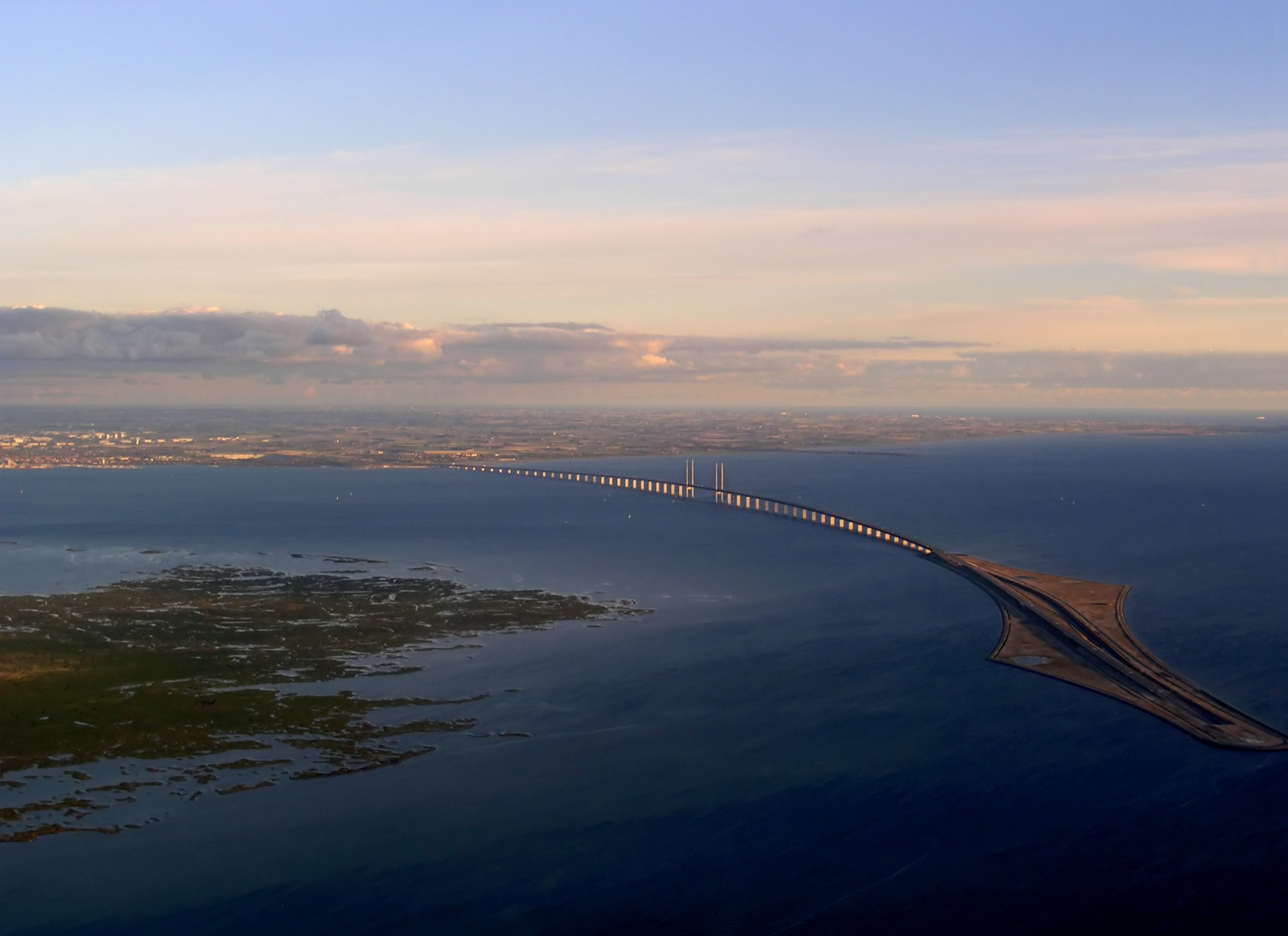
Vista aèria del Pont de l'Oresund amb l'illa artificial de Peberholm a la meitat dreta de la foto.
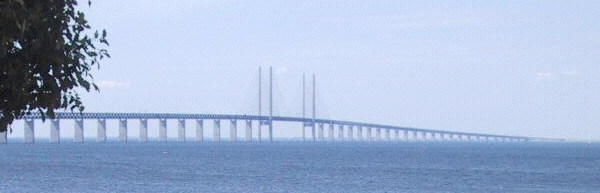
Pont complet.
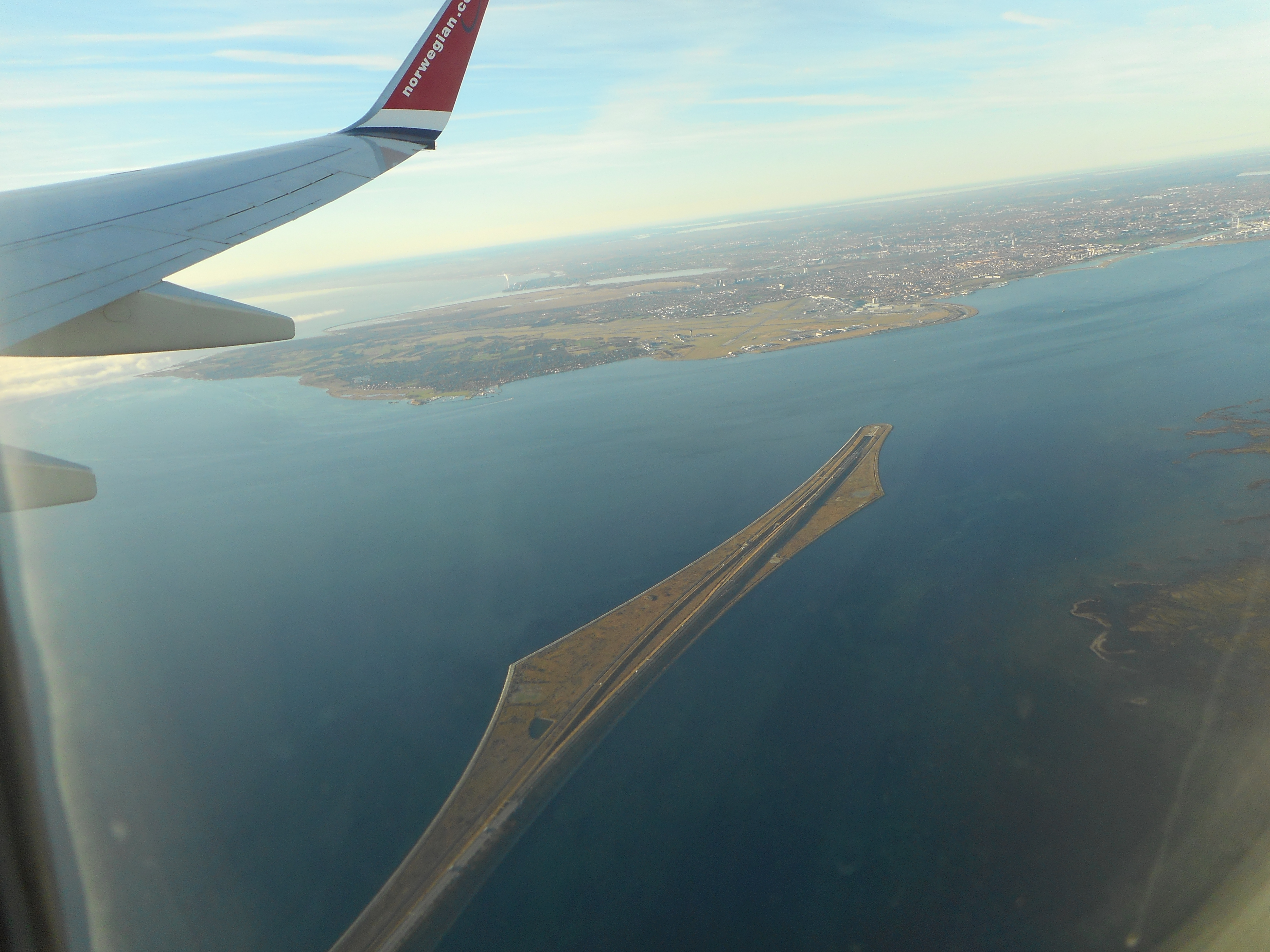
Vista aèria de l'Estret de Drogden.
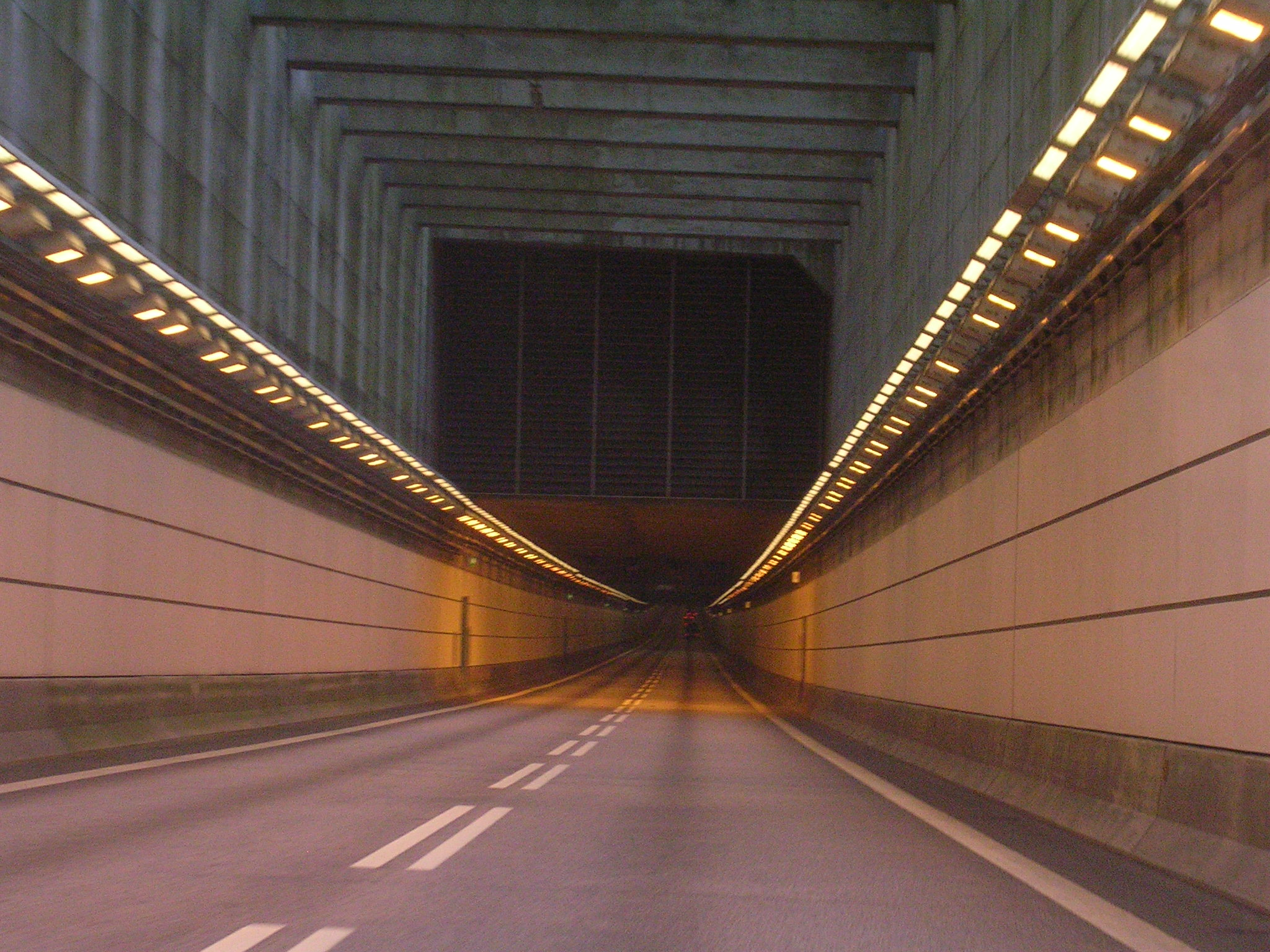
Dintre el túnel de l'estret de Drogden
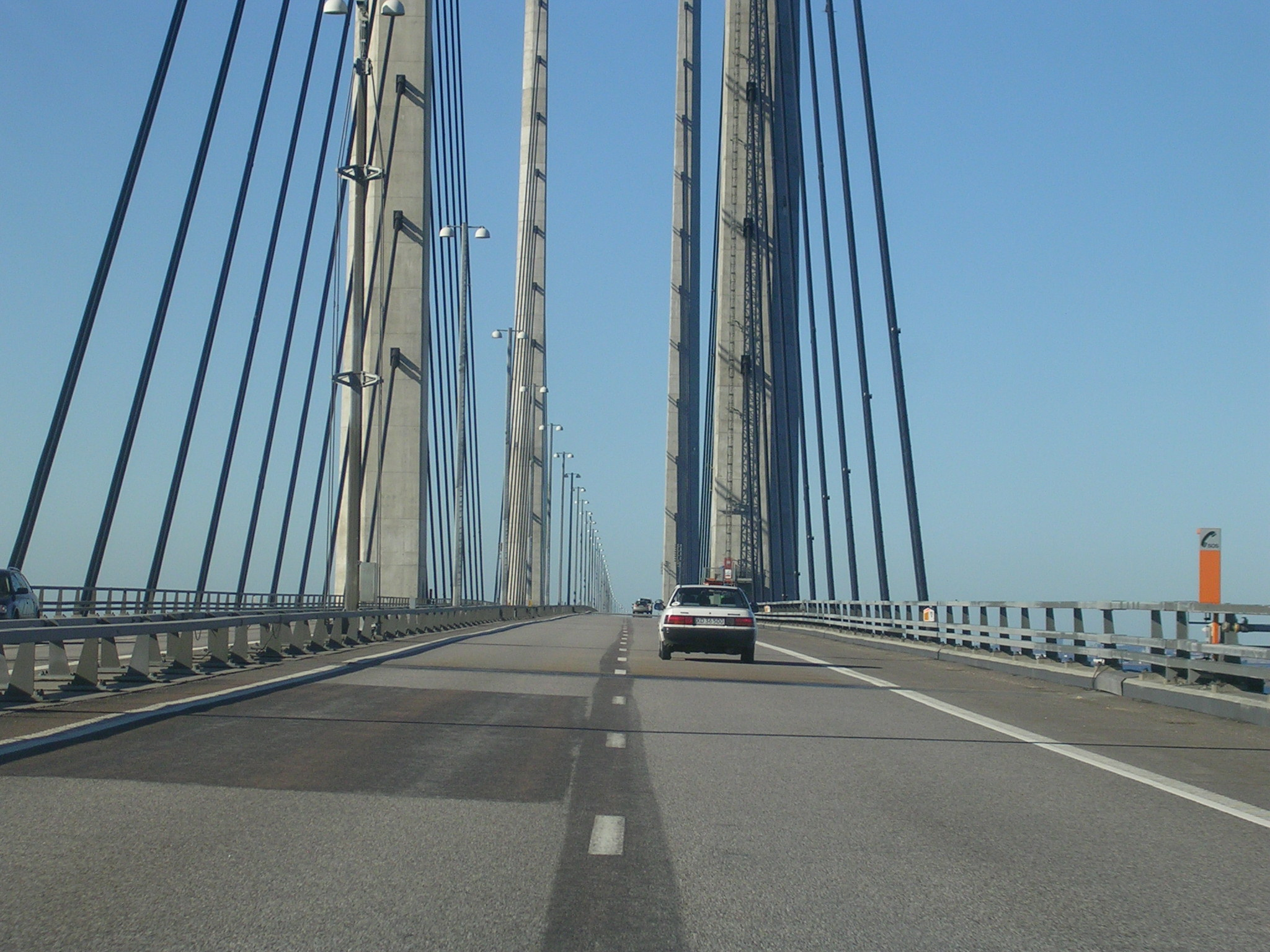
Pont de l'Oresund